# Sistema tetragonale

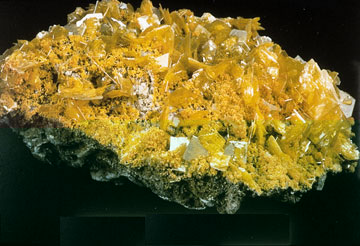
Un esempio dei cristalli tetragonali, la wulfenite

In cristallografia, il sistema tetragonale è uno dei 7 sistemi cristallini e comprende tutti i gruppi puntuali che possiedono un quadruplo asse di rotazione o di rotazione inversa esattamente in una direzione. Il reticolo cristallino tetragonale deriva dall'allungamento di un reticolo cubico lungo uno dei suoi vettori reticolari, in modo che il cubo diventa un prisma con una base quadrata (a per a) e un'altezza (c, che è diversa da a).

## Gruppi puntuali
Il sistema cristallino tetragonale comprende i gruppi puntuali 4, 4, 4/m, 422, 4mm, 42m e 4/mmm. Essi formano la famiglia cristallina tetragonale e possono essere descritti con il sistema reticolare tetragonale.

## Sistemi reticolari
Il sistema reticolare tetragonale ha l'oloedria 4/mmm. Analogamente agli altri sistemi cristallini verticillari l'asse quadruplo è posto nella direzione dell'asse reticolare c. Come nel sistema monoclino entrambe le altre direzioni giacciono ortogonalmente all'asse c e devono inoltre – a causa della quadruplicità dello stesso asse c – possedere anche uguale lunghezza ed essere ortogonali tra loro. Pertanto in questo sistema cristallino ci sono solo le due costanti reticolari a e c e ne derivano le seguenti condizioni:  
- {\displaystyle a\ =b\ \neq \ c\ }
- {\displaystyle \alpha \ =\beta \ =\gamma \ =90^{\circ }}

## Reticoli di Bravais
Ci sono due reticoli di Bravais tetragonali: il tetragonale semplice o primitivo (ottenuto allungando il reticolo cubico semplice) e il tetragonale a corpo centrato (ottenuto allungando il reticolo cubico a facce centrate o a corpo centrato). Il reticolo di Bravais a facce centrate non corrisponde alla disposizione standard, perché questo reticolo può essere descritto da un reticolo a corpo centrato con una cella unitaria grande la metà. Il reticolo a corpo centrato si ottiene da quello a facce centrate, ruotando l'asse a di 45° intorno all'asse c e rimpicciolendolo del fattore {\displaystyle {\frac {1}{\sqrt {2}}}}.
| Semplice (o primitivo) | A corpo centrato |
| ---------------------- | ---------------- |
|                        |                  |

## Classi cristallografiche
Le classi cristallografiche (cioè i gruppi puntuali) che ricadono in questo sistema cristallino sono elencati sotto, seguiti dalle loro rappresentazioni mediante la notazione internazionale (sistema Hermann-Mauguin e la notazione Schoenflies, e da esempi di minerali. Per la descrizione delle classi cristallografiche tetragonali nella notazione Hermann-Mauguin sono indicate le operazioni di simmetria rispetto a direzioni prestabilite (direzioni dello sguardo) nel sistema reticolare. La direzione dello sguardo del primo simbolo è l'asse c  (<001>), quella del secondo simbolo l'asse a (<100>) e quella del terzo simbolo la diagonale della faccia c (<110>). Caratteristico dei gruppi spaziali tetragonali è un 4 (4) al primo posto, ma nessun 3 (3) al secondo posto sei simboli dei gruppi spaziali.
| #       | Gruppo puntuale            | Gruppo puntuale | Gruppo puntuale | Gruppo puntuale | Gruppo puntuale | Esempio                       | Gruppi spaziali |
| #       | Classe                     | Intl            | Schoenflies     | Orbifold        | Coxeter         | Esempio                       | Gruppi spaziali |
| ------- | -------------------------- | --------------- | --------------- | --------------- | --------------- | ----------------------------- | --- |
| 75-80   | Piramidale tetragonale     | 4               | C4              | 44              | [4]+            | pinnoite, richellite          | P4, P41, P42, P43, I4, I41 |
| 81-82   | Disfenoidale tetragonale   | 4               | S4              | 2x              | [2+,4+]         | cahnite, tugtupite            | P4, I4 |
| 83-88   | Dipiramidale tetragonale   | 4/m             | C4h             | 4*              | [2,4+]          | scheelite, wulfenite, leucite | P4/m, P42/m, P4/n, P42/n, I4/m, I41/a |
| 89-98   | Trapezoedrico tetragonale  | 422             | D4              | 224             | [2,4]+          | cristobalite, wardite         | P422, P4212, P4122, P41212, P4222, P4212, P4322, P43212, I422, I4122 |
| 99-110  | Piramidale tetragonale     | 4mm             | C4v             | *44             | [4]             | diaboleite                    | P4mm, P4bm, P42cm, P42nm, P4cc, P4nc, P42mc, P42bc, I4mm, I4cm, I41md, I41cd                                                                                             |
| 111-122 | Scalenoedrico tetragonale  | 42m             | D2d             | 2*2             | [2+,4]          | calcopirite, stannite         | P42m, P42c, P421m, P421c, P4m2, P4c2, P4b2, P4n2, I4m2, I4c2, I42m, I42d                                                                                                 |
| 123-142 | Dipiramidale ditetragonale | 4/mmm           | D4h             | *224            | [2,4]           | rutilo, pirolusite, zircone   | P4/mmm, P4/mcc, P4/nbm, P4/nnc, P4/mbm, P4/mnc, P4/nmm, P4/ncc, P42/mmc, P42/mcm, P42/nbc, P42/nnm, P42/mbc, P42/mnm, P42/nmc, P42/ncm, I4/mmm, I4/mcm, I41/amd, I41/acd |